# 深谷贤治
深谷贤治（日语：／ Kenji Fukaya，1959年3月12日—）是一位日本数学家。

## 生平

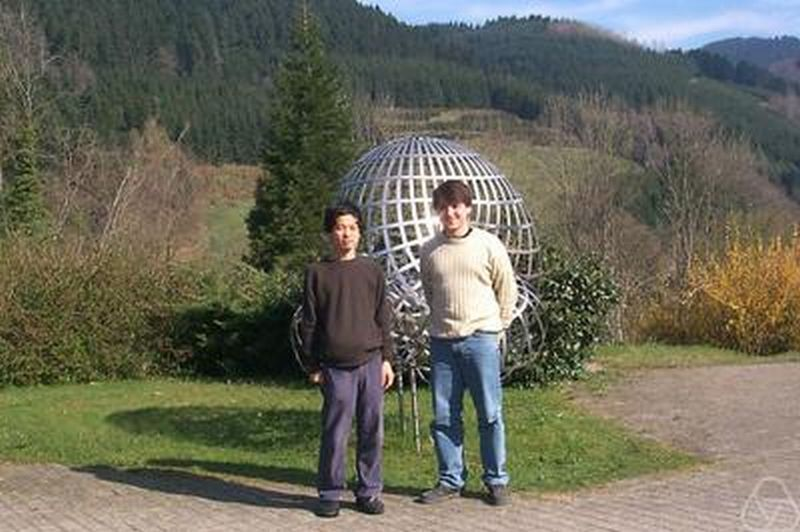
2002年在上沃尔法赫数学研究所

1959年出生于日本爱知县名古屋市，1981年获得东京大学学士学位，1983年获得硕士学位，1986年获得博士学位，师从日本数学家服部晶夫。1987年留校任教担任副教授。1994年加入京都大学担任数学科教授。2013年移居美国，加入石溪大学担任数学系教授。2024年加入清华大学担任数学系教授。

## 荣誉
- 1987年获得井上研究奖励奖
- 1989年获得日本数学会几何学奖[3]
- 1990年担任国际数学家大会招待讲演[4]
- 1994年获得日本数学会春季奖
- 2002年获得井上学术奖
- 2003年获得日本学士院日本学士院奖[5]
- 2009年获得朝日新闻文化财团朝日奖[6]
- 2012年获得藤原奖[7]
- 2025年獲得邵逸夫獎[8]